# Zoran Dragić
Zoran Dragić, slovenski košarkar, * 22. junij 1989, Ljubljana, Slovenija.
Dragić je profesionalni igralec košarke, ki igra na položaju visokega branilca in tudi nizkega krila. Je levičar podobno kot vrsto odličnih slovenskih košarkaršev (Goran Dragič, Jaka Lakovič, Beno Udrih, Jaka Klobučar, Blaž Mesiček,...). Košarko je tako kot starejši brat Goran začel igrati pri ljubljanski Iliriji, nato pa je odšel k mestnemu tekmecu Slovanu. Del članske ekipi je postal leta 2005, v sezonah 2006/07 in 2007/08 pa je igral tudi v ligi ABA. V sezoni 2009/10 je za Geoplin Slovan v slovenski ligi v slabih 30 minutah v povprečju dosegal 15,4 točke, 4,5 skoka in 2 asistenci na tekmo in se uveljavil kot eden najobetavnejših slovenskih košarkarjev. Selektor članske reprezentance Memi Bečirovič ga je poklical na priprave članske reprezentance. Kot zadnji igralec je odpadel iz seznama potnikov na Svetovno prvenstvo 2010 v Turčiji. Septembra 2010 je prestopil k novomeški Krki, s katero je sklenil triletno pogodbo. Že prvo sezono je s Krko osvojil 3 lovorike, superpokal, naslov državnega prvaka in naslov prvaka pokala Eurochallenge. Bil je proglašen za najkoristnejšega igralca(MVP) finala državnega prvenstva. Po končani sezoni je zastopal Slovensko košarkarsko reprezentanco na Evropskem prvenstvu 2011 v Litvi, kjer je v povprečju dosegel 8 točk na tekmo. Na EP2015 bo ključen igralec slovenske reprezentance.
Na Evropskem prvenstvu 2011 sta po bratih Lorbek postala druga brata, ki sta naenkrat igrala v slovenski košarkarski reprezentanci na velikem tekmovanju. Skupaj z bratom Goranom je v sezoni 2014/15 igral za ekipo Phoenix Suns v ligi NBA, februarja 2015 sta prestopila v klub Miami Heat.. Miami Heat ga je v avgustu 2015 zamenjal v Boston Celtics, ki pa ga je kmalu zatem odpustil. Še isti mesec podpiše pogodbo z ruskim Evroligašem Khimkijem za sezono 2015/2016. 